# Anna Rocas Abrich
Anna Rocas Abrich (Palafrugell, 12 de mayo de 1844 – 22 de abril de 1908) fue una activista española, considerada una heroína por haber ayudado a atender a los heridos de guerra durante la Insurrección republicana del día 6 de octubre de 1869 en La Bisbal del Ampurdán, conflicto bélico conocido con el nombre de Foc de la Bisbal. Aunque no hay un estudio exhaustivo de su biografía, se sabe que se casó con el palafrugellense Zacaries Siro Roig el día 20 de mayo del año 1865 y el matrimonio vivió en la calle Virgen María de Palafrugell. No consta que hubieran tenido hijos.

## Actividad laboral
Rocas era la encargada de la limpieza del Mercado de Palafrugell. En una carta firmada por ella misma y dirigida al consistorio municipal solicitaba que le fuera revisado el sueldo, 300 pesetas con 40 céntimos anuales. Consideraba que esa cantidad era insuficiente en relación con el trabajo que tenía y que había aumentado desde que se había abierto la carretera de Torroella de Montgrí en Palafrugell y que favoreció que muchas más vendedoras fueran a vender en Palafrugell.
Acometida repentinamente de un ataque gripal falleció el miércoles, día 22 de los corrientes, á la edad de 64 años, Dña. Ana Rocas Abrich, esposa de nuestro estimado amigo y correligionario Zacarías Siro. El día 6 de Octubre de 1869, hallándose los republicanos federales de esta comarca acaudillados por Caymó en lucha armada con las tropas del Gobierno provisional, la Sra. Ana Rocas, se convirtió en heroína del pueblo de la Bisbal, adonde fue con su esposo para acompañarle en los peligros de la lucha en calidad de auxiliadora de los heridos de uno y otro bando en cuya benemérita faena mostróse tan experta y animosa que á ruego de los facultativos á cuyo cuidado se hallaba el hospital de sangre, hubo de continuar prestándoles su valerosa ayuda hasta el día siguiente con aplauso y gratitud de todos los jefes de servicio, siendo desde entonces la primera en acudir al auxilio de cuantas desgracias llegasen á su noticia en esta su vila natal donde era muy estimada. En reconocimiento de tales méritos contraídos por la Sra. Rocas de Siro, fue que el Ayuntamiento la prefiriese en el empleo que vieja ya solicitó de cuidar de la limpieza y el aseo del mercado público que cumplía á satisfacción de todo el vecindario con la ayuda de su esposo. A éste y demás familia acompañamos en el justo dolor que los embarga por tan sensible pérdida.

## El Foc de La Bisbal y sus orígenes

### Antecedentes
La Primera Internacional fue fundada en Londres el día 28 de septiembre de 1864 en el transcurso de una reunión celebrada en ‘St Martin’s Hall’ bajo el nombre de “International Working Men’s” donde asistieron un gran número de personas, entre ellos varios líderes sindicalistas británicos y franceses, siendo Henri Tolaine un activista y destacado defensor del socialismo que fue llamado subsecretario de la Comisión de ‘la rue lleva Templo’. Tolaine, junto con un periodista, escribieron un manifiesto formado por siete apartados que describían la defensa de los intereses de los trabajadores. 

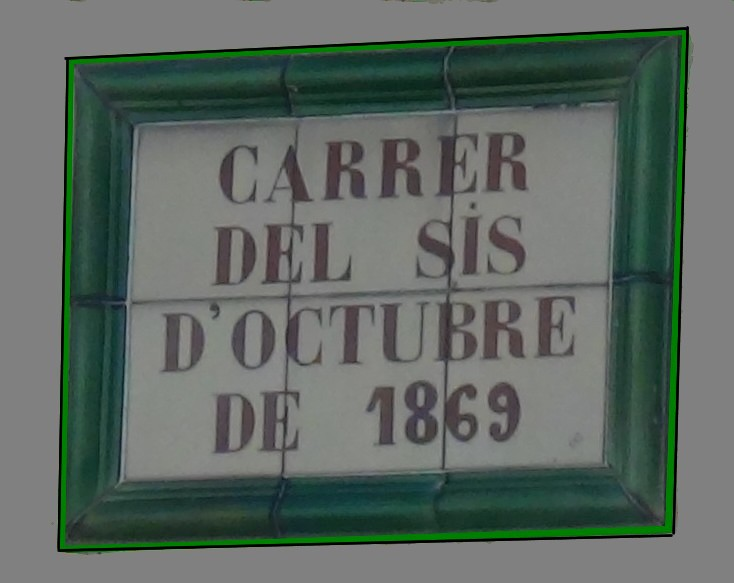
Placa de la calle 6 de octubre de la Bisbal d'Empordà

Las ideas de Carl Marx y de Friedrich Engels, que no pertenecían a la Internacional, tuvieron mucha influencia entre la clase trabajadora, como también la tuvo el pensamiento anarquista Mikhail Bakunin. La Primera Internacional (1864-1876) estuvo activa durante doce años y cada año se celebraba un Congreso en diferentes ciudades de donde salían las directivas a seguir.
En España en 1868 estalló la revolución denominada ‘La Gloriosa’ que supuso el destronamiento y exilio de la reina Isabel II. En el año 1869 en Basilea -Suiza- se celebró el cuarto Congreso de la Asociación Internacional de Trabajadores (AIT) al que asistieron 75 delegados de diferentes países con predominio de ingleses y de franceses. El delegado español que asistió fue Rafael Farga-Pellicer, también conocido por ‘Just Pastor de Pellico’. En las comarcas gerundenses, los trabajadores de las villas más industrializadas estaban organizados en núcleos activos o Federaciones Locales de la Internacional (AIT).

### El levantamiento
Pocos días después de que se hubiera celebrado un Congreso en Suiza, septiembre del 1869 y, coincidiendo con el cambios producidos en la monarquía española, el día 3 de octubre de 1869 en Figueres, Francesc Sunyer Capdevila (Roses 1828-1898) proclamó la constitución de una Junta Revolucionaría que estuvo comandada por Pere Caimó y Bascós (Sant Feliu de Guíxols 1819-1878) afiliado al Partido Republicano Democrático Federal. La consigna era ir a ocupar la ciudad de Girona.
El punto de encuentro de las tropas procedentes de varias villas del Bajo Ampurdán y también de Llagostera estuvo en La Bisbal. El gobernador civil de la provincia, que ya estaba enterado del propósito, tenía preparadas tropas gubernamentales para parar a los republicanos. El enfrentamiento causó varios muertos y heridos. 
Cuando estalló la insurrección republicana en la Bisbal, Anna tenía 25 años y quiso acompañar a su marido para ayudar a los facultativos en la atención de los heridos de ambos bandos, como también hizo una contemporánea suya Isabel Vilà i Pujol. Esta actividad la hizo merecedora de la confianza de sus conciudadanos y, cuando tenían algún problema de salud, no dudaba en ir a asistirlos.